# 贝纳吉尔

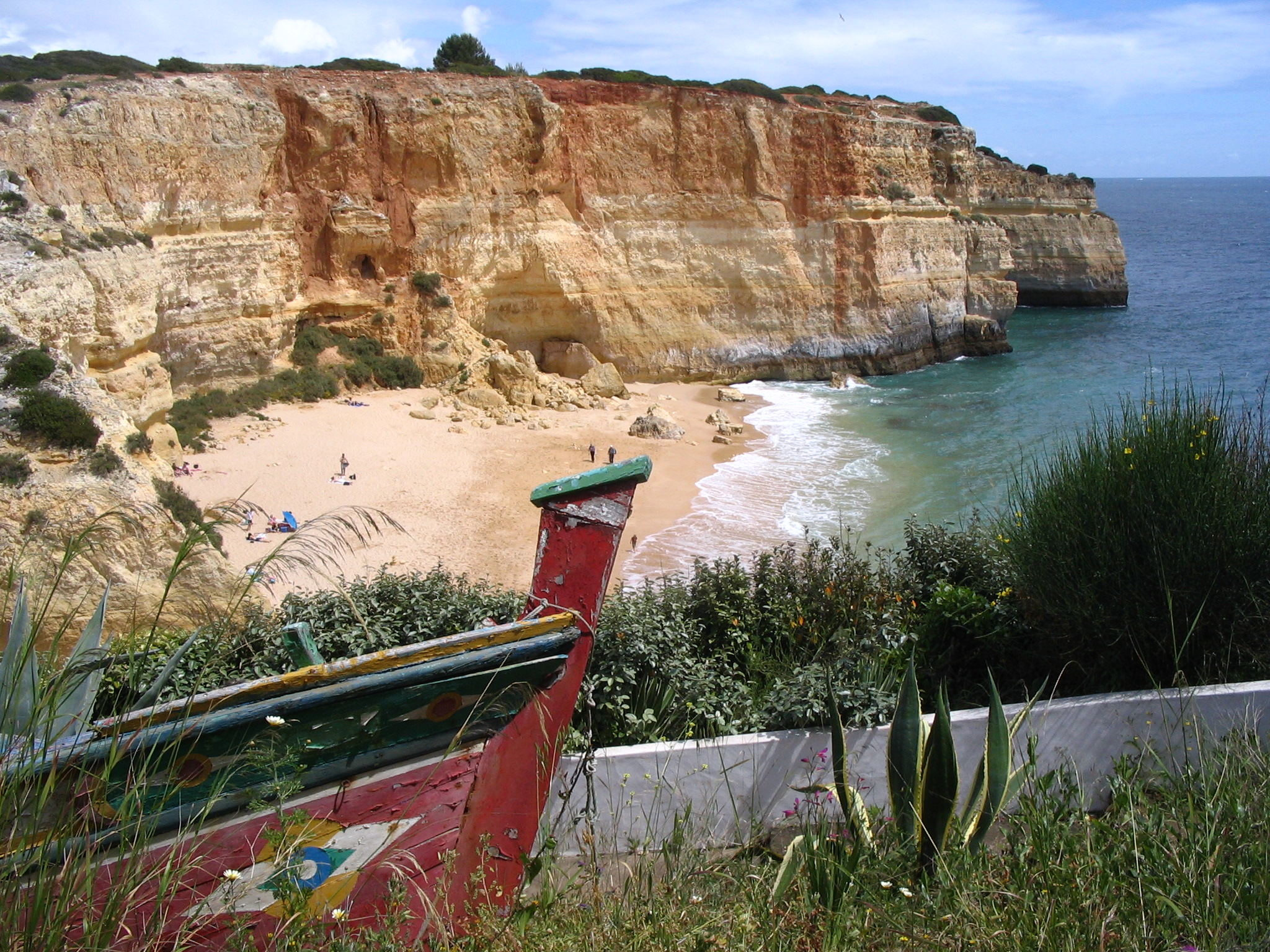
位于拉戈阿的贝纳吉尔

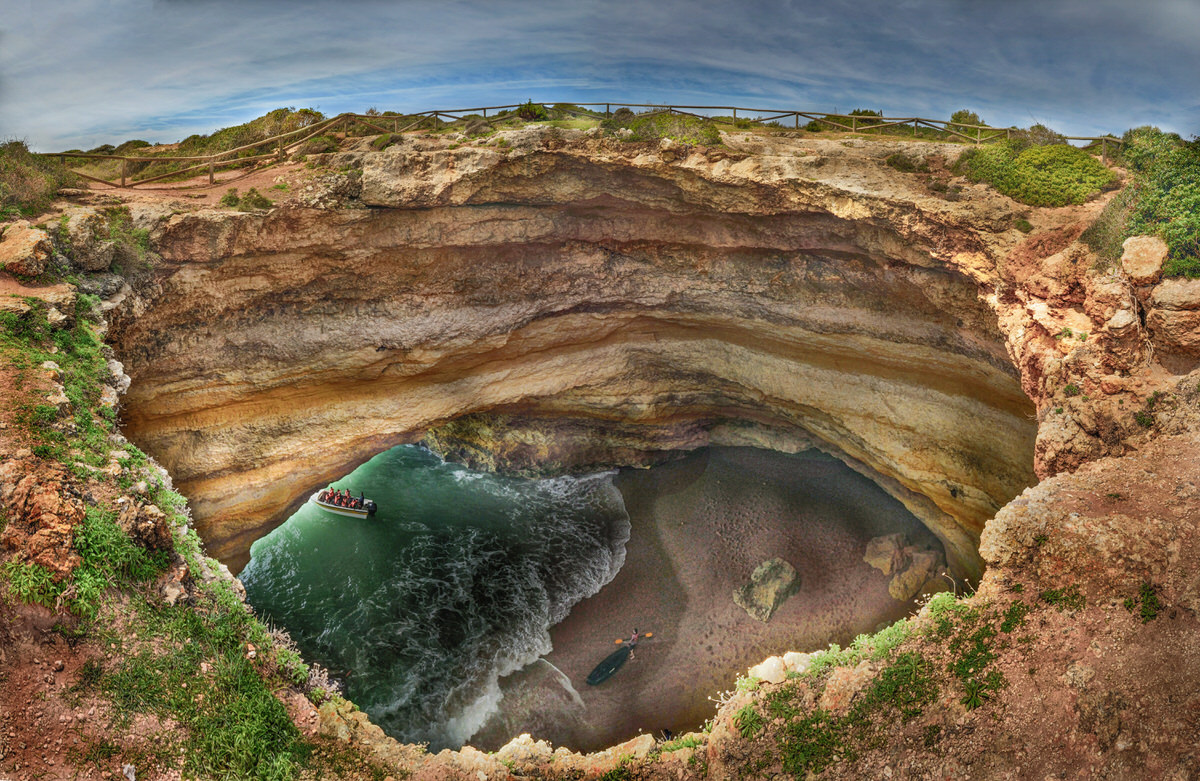
贝纳吉尔洞穴

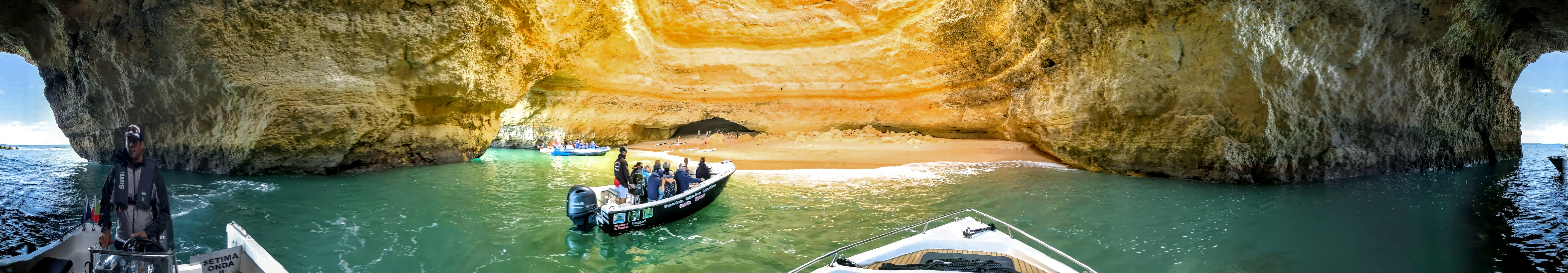
贝纳吉尔洞穴

贝纳吉尔（Benagil）是葡萄牙阿尔加维拉戈阿大西洋沿岸的一个小村庄，位於海军海滩附近。
20世纪末，當地人以海洋捕鱼为生。现在它是一个旅游景點，贝纳吉尔海滩（Praia de Benagil）和贝纳吉尔洞穴正位於此。夏天有很多外國遊客來此旅遊。